# Отомикоз
Отомикоз — инфекционное заболевание наружного уха, вызванное грибками. При этом заболевании поражается именно наружная часть уха, среднее и внутреннее ухо обычно не затрагиваются. Отомикоз может быть вызван самыми разнообразными грибками. Чаще всего возбудителями заболевания становятся аспергиллы или кандиды. Актиномицеты, фикомицеты и другие виды грибков тоже могут вызывать отомикоз, но это происходит гораздо реже. Большинство перечисленных грибков живёт рядом с нами. Более того, почти каждый день мы вступаем с ними в контакт, даже не замечая этого. Заболевают чаще всего люди со слабым иммунитетом и больные сахарным диабетом.

## Причины и факторы риска развития отомикоза
Основные причины:
- Инфицированная вода (попадает в уши при купании).
- Длительное применение местных антибактериальных препаратов (ушные капли).

## Симптомы отомикоза
- Боль.
- Покраснение наружного слухового прохода.
- Зуд.
- Отек.
- Густые выделения из уха чёрного, белого или жёлтого цветов.
- Ухудшение слуха на поражённой стороне.
- Ощущение распирания или инородного тела в ухе.
- Заложенность уха.
- Сужение наружного слухового прохода.
- Головная боль
- Свист в ушах

## Диагностика отомикоза
Отоларинголог осматривает пациента и назначает некоторые анализы, в которые обязательно входит посев отделяемого из уха. После того как в чашке Петри в лаборатории будет получена колония грибков, можно установить вид возбудителя и подобрать адекватное лечение.